# Manuel Moretti
Juan Manuel Moretti (n. Junín, 28 de diciembre de 1965, más conocido como Manuel Moretti) es músico, compositor e intérprete del rock argentino. Es reconocido por ser el líder de Estelares. También ha incursionado ocasionalmente, como solista en formato acústico. Es reconocido hincha de Sarmiento.

## Biografía
Es el mayor de los tres hijos que tuvieron el camionero Aldo Rubén Moretti ―de ascendencia italiana y criolla― y la docente Almira Esther Magallanes ―de ascendencia española y belga―. Además tiene tres hermanos por parte paterna.
Cuando terminó la escuela secundaria, se mudó a Buenos Aires e ingresó en la carrera de Medicina en la Universidad de Buenos Aires, que dejaría seis meses más tarde.
Estudió unos meses Arquitectura.
A los veinte años, inspirado por Lou Reed, Talking Heads, King Crimson, Luis Alberto Spinetta y Miguel Abuelo, empezó a tocar la guitarra.
En ese año (1985) compuso la canción «Ardimos».
Empezó a tocar en un grupo llamado Licuados Corazones, dentro del cual cantaba, tocaba la guitarra e interpretaba canciones propias. Ya para ese entonces, Moretti tenía en mente, canciones que luego grabaría con Estelares como «En la habitación», «Camas separadas» y «América».
En 1987 se mudó a La Plata donde estudió un año de Filosofía, dos años Teatro y casi cuatro Bellas Artes.
En 1991, junto a Víctor Bertamoni (guitarra) y los hermanos Mutinelli (bajo y batería), formarían el grupo Peregrinos, con el cual ganaron el concurso La Plata Rock ’92. En esa época ya tocaban canciones como «20 de noviembre», «América», «Cristal», «Mañana», «Ardimos» y «Las luces del sueño».
A mediados de 1994, se sumaría Pali Silvera en bajo y pasarían a llamarse Estelares. Con esta agrupación ha editado un total de once álbumes.
En 2002, ante la demora de la edición del tercer disco Ardimos, de Estelares, Moretti decidió publicar por su cuenta un disco-no-disco (una especie de autobootleg) titulado La mañana del aviador. Este material contenía 16 canciones aún inéditas que poco a poco fueron regrabando y publicando con la banda.
En 2024 se publica por fin una versión oficial en CD del disco "La mañana del aviador" de la mano del sello "Mala Difusión Records"
Moretti es fanático de Sarmiento de Junín, club en el cual llegó a jugar en las divisiones inferiores. Se lo suele ver en el estadio Eva Perón y además ha lucido la camiseta del club en varias presentaciones de Estelares.

## Discografía

### Álbumes con Estelares

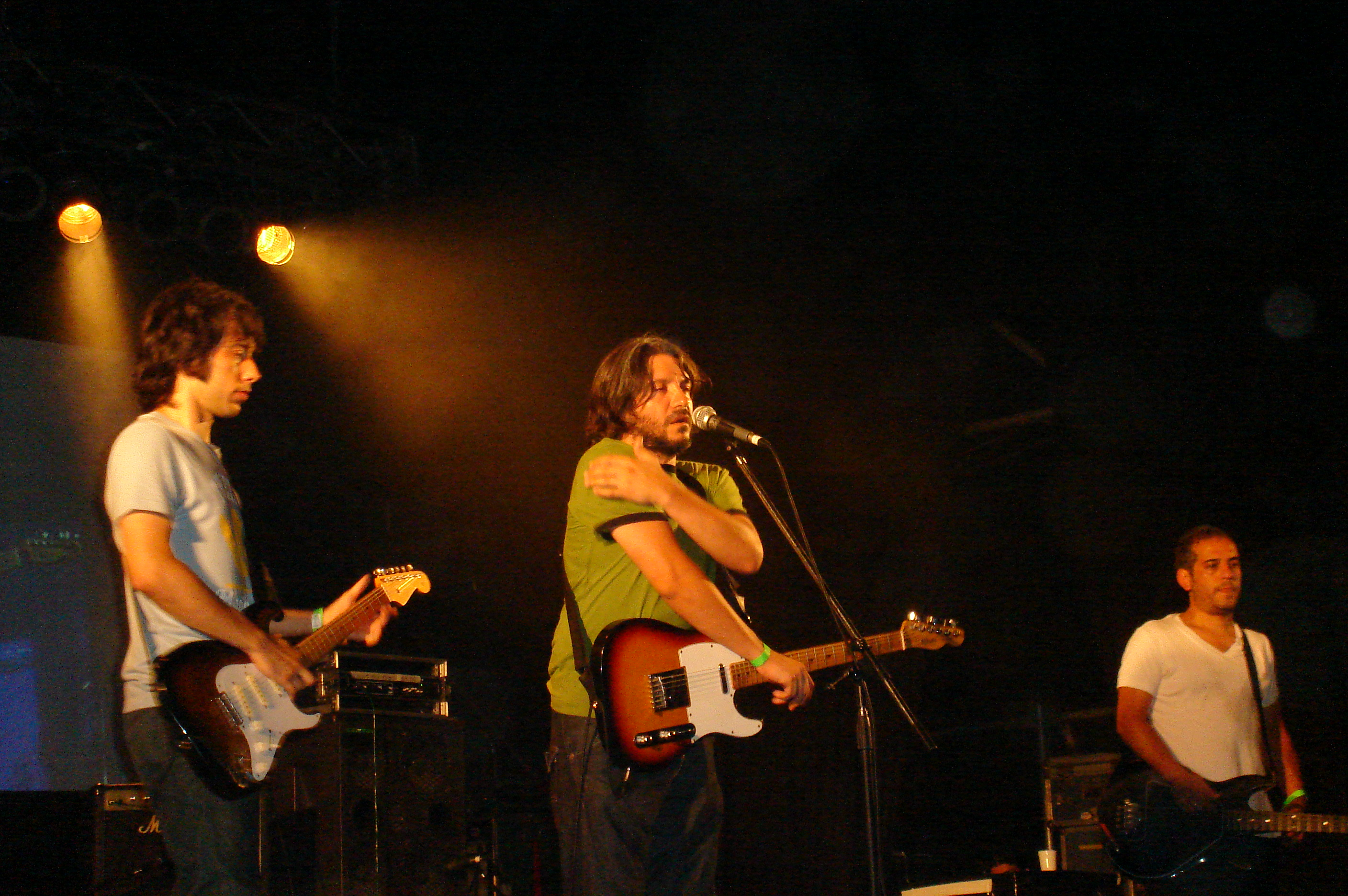
Moretti junto a Estelares (2007).

| Año  | Disco                    | Discográfica            |
| ---- | ------------------------ | ----------------------- |
| 1996 | Extraño lugar            | Del Cielito Records/BMG |
| 1998 | Amantes suicidas         | Del Cielito Records/BMG |
| 2003 | Lados B                  | CD-R, Independiente     |
| 2003 | Ardimos                  | Pop Art Discos          |
| 2006 | Sistema nervioso central | Pop Art Discos          |
| 2009 | Una temporada en el amor | Pop Art Discos          |
| 2010 | América (compilado)      | Pop Art Discos          |
| 2012 | El costado izquierdo     | Pop Art Discos          |
| 2014 | Vivo Gran Rex            | Pop Art Discos          |
| 2016 | Las Antenas              | Pop Art Discos          |
| 2019 | Las Lunas                | Pop Art Discos          |
| 2022 | Un Mar de Soles Rojos    | Pop Art Discos          |
| 2024 | Esas mágicas canciones   | Pop Art Discos          |

### Álbumes como solista
| Año  | Disco                             | Discográfica          |
| ---- | --------------------------------- | --------------------- |
| 2002 | La mañana del aviador             | CD-R, Independiente   |
| 2024 | La mañana del aviador (reedición) | Mala Difusión Records |

### Álbum con Peregrinos
| Año  | Disco                                   | Discográfica        |
| ---- | --------------------------------------- | ------------------- |
| 1998 | Peregrinos (grabaciones de 1991 y 1992) | CD-R, Independiente |